# 牛口刺
牛口刺（学名：Cirsium shansiense）是菊科蓟属的植物。分布于印度、中南半岛以及中国大陆的青海、广东、贵州、湖北、甘肃、安徽、河南、山西、四川、陕西、湖南、广西、云南、河北（？）等地，生长于海拔1,300米至3,400米的地区，多生长于草地、溪边、山顶、灌木林下、山脚、河边湿地、山坡、山谷林下和路旁，目前尚未由人工引种栽培。